# Nuestra Señora de Gietrzwald
Nuestra Señora de Gietrzwald es una advocación mariana que se venera desde la Aparición de la Virgen María, en la aldea de Gietrzwald al oeste de Olsztyn en la región de Warnia Prusia (hoy Polonia) a dos niñas videntes en 1877, a las que como en otras apariciones les encomendó el rezo del santo rosario y otros mensajes proféticos. La Iglesia católica conmemora su festividad el 27 de junio. 

## Historia de las apariciones
Prusia, estaba siendo presa de proceso de consolidación del Imperio Alemán por lo que las autoridades habían impuesto diversas medidas de control y una culturización alemana de ésa región a través de la Kulturkampf, que incluía la prohibición de hablar en su idioma natal, el polaco, en todas las escuelas de Warmia, prohibición de culto religioso católico, y la permanencia de congregaciones religiosas.
El 27 de junio de 1877, la niña Giustina Szafranska de 13 años vio un extraordinario esplendor y, a continuación, a la Virgen María vestida de blanco, por encima de un árbol en frente de la iglesia, y muy cerca de una fuente. El 30 de junio Bárbara Samulowska de 12 años, también vio la Virgen junto con Giustina. Las apariciones se repitieron de manera diaria hasta 16 de septiembre de 1877. La Virgen les dijo a las niñas, que era la Santísima Virgen María, la Inmaculada Concepción y que rezaran el Rosario especialmente en familia. 
La Virgen María entabló una conversación con las niñas en idioma polaco, a pesar de la prohibición de las autoridades locales. La Virgen prometió el fin de la persecución religiosa y la reapertura de las iglesias católicas. Los acontecimientos fueron comunicados al sacerdote de origen alemán, el padre Agustín Weichsel (1830-1909), mismos que fueron posteriormente difundidos a la comunidad. La población católica al conocer tales acontecimientos, se conmovió ante las apariciones y vieron como un regalo de Dios al pueblo, por su perseverancia en la fe, a pesar de haberles prohibido el culto. El párroco, investigó y se convenció de la autenticidad de las apariciones. Los fieles iniciaron a realizar peticiones diversas a la Virgen mediante las niñas. La respuesta casi siempre fue: "Recen el Rosario". Adicionalmente a las niñas, otras dos personas también vieron a la Virgen.
La prensa escrita informó de las apariciones de Gietrzwald por el periódico “El Peregrino”, el 10 de julio de 1877. Las apariciones tuvieron resonancia en Polonia, y otros países de Europa del este. El 27 de septiembre de 1882, el Padre Weichsel dio testimonio del aumento de fieles en oración del rosario diario, conversiones, ingresos a órdenes religiosas y actos piadosos.
La investigación se profundizó por disposición del obispo Philip Krementz, Arzobispo de Colonia (Alemania) y las niñas fueron interrogadas por una comisión, que dijo: "Llegamos a la conclusión de que las apariciones de Gietrzwald tienen una base verdadera y real".
Las apariciones solo fueron 19 años después de Lourdes en Francia.

## Peregrinaciones
El lugar de las apariciones se convirtió rápidamente en un destino de numerosas peregrinaciones, siendo éstas crecientes a través del tiempo, por peregrinos regionales y de otros países vecinos.
La Virgen se celebra especialmente el 27 de junio, fecha aniversario de las apariciones.

## La Virgen
La imagen de la Virgen de Nuestra Señora de Gietrzwałd es una virgen María con el Niño Jesús en el brazo izquierdo. El niño Jesús sostiene un libro con una mano y la otra la eleva con el ademán de la bendición. Hasta finales del siglo XX, el culto a ésta advocación, sólo se ha limitado a las regiones cercanas al lugar de las apariciones, sin embargo, es una de las 25 apariciones de la virgen aprobadas por la Iglesia Católica local.

## La Basílica
En la aldea e encuentra un Santuario Mariano en el templo que ya existía desde el siglo XV, mismo que se convirtió en una Basílica Menor y a la vez es un centro de peregrinaciones y actos de patriotismo polaco, por lo que fue ampliado en múltiples ocasiones.